# Freestyle skiløb under vinter-OL 2014
Freestyle skiløb under vinter-OL 2014 blev afholdt i Roza Khutor Ekstrempark mellem d. 6. og 21. februar 2014. Der blev konkurreret i fem discipliner for begge køn.

## Program
| Dato        | Tid   | Øvelse                             |
| ----------- | ----- | ---------------------------------- |
| 6. februar  | 18:00 | Mogul kvinder - kvalificering      |
| 8. februar  | 22:00 | Mogul kvinder - finale             |
| 10. februar | 18:00 | Mogul mænd - kvalificering         |
| 10. februar | 22:00 | Mogul mænd - finale                |
| 11 februar  | 10:00 | Slopestyle kvinder - kvalificering |
| 11 februar  | 13:00 | Slopestyle kvinder - finale        |
| 13. februar | 10:15 | Slopestyle mænd - kvalificering    |
| 13. februar | 13:30 | Slopestyle mænd - finale           |
| 14. februar | 17:45 | Aerials kvinder - kvalificering    |
| 14. februar | 21:30 | Aerials kvinder - final            |
| 17. februar | 17:45 | Aerials mænd - kvalificering       |
| 17. februar | 21:30 | Aerials mænd - finale              |
| 18. februar | 17:45 | Halfpipe mænd - kvalificering      |
| 18. februar | 21:30 | Halfpipe mænd - finale             |
| 20. februar | 11:45 | Skicross mænd - kvalificering      |
| 20. februar | 13:30 | Skicross mænd - finaler            |
| 20. februar | 18:30 | Halfpipe kvinder - kvalificering   |
| 20. februar | 21:30 | Halfpipe kvinder - finale          |
| 21. februar | 11:45 | Skicross kvinder - kvalificering   |
| 21. februar | 13:30 | Skicross kvinder - finaler         |

Alle tider er lokale (UTC+4).

## Medaljevindere

### Mænd
| Begivenhed | Guld                        | Guld                        | Sølv                   | Sølv                   | Bronze                      | Bronze               |
| ---------- | --------------------------- | --------------------------- | ---------------------- | ---------------------- | --------------------------- | -------------------- |
| Aerials    | Anton Kusjnir (BLR)         | 134,50                      | David Morris (AUS)     | 110,41                 | Jia Zongyang (CHN)          | 95,96                |
| Pukkelpist | Alexandre Bilodeau (CAN)    | 26,31                       | Mikael Kingsbury (CAN) | 24,71                  | Aleksander Smysjlajev (RUS) | 24,34                |
| Halfpipe   | David Wise (USA)            | 92,00                       | Mike Riddle (CAN)      | 90,60                  | Kevin Rolland (FRA)         | 88,60                |
| Slopestyle | Joss Christensen (USA)      | 95,80                       | Gus Kenworthy (USA)    | 93,60                  | Nick Goepper (USA)          | 92,40                |
| Ski Cross  | Jean-Frédéric Chapuis (FRA) | Jean-Frédéric Chapuis (FRA) | Arnaud Bovolenta (FRA) | Arnaud Bovolenta (FRA) | Jonathan Midol (FRA)        | Jonathan Midol (FRA) |

### Kvinder
| Begivenhed | Guld                          | Guld                    | Sølv                        | Sølv               | Bronze               | Bronze              |
| ---------- | ----------------------------- | ----------------------- | --------------------------- | ------------------ | -------------------- | ------------------- |
| Aerials    | Alla Tsuper (BLR)             | 98,01                   | Xu Mengtao (CHN)            | 83,50              | Lydia Lassila (AUS)  | 72,12               |
| Pukkelpist | Justine Dufour-Lapointe (CAN) | 22,44                   | Chloé Dufour-Lapointe (CAN) | 21,66              | Hannah Kearney (USA) | 21,49               |
| Halfpipe   | Maddie Bowman (USA)           | 89,00                   | Marie Martinod (FRA)        | 85,40              | Ayana Onozuka (JPN)  | 83,20               |
| Slopestyle | Dara Howell (CAN)             | 94,20                   | Devin Logan (USA)           | 85,40              | Kim Lamarre (CAN)    | 85,00               |
| Ski Cross  | Marielle Thompson (CAN)       | Marielle Thompson (CAN) | Kelsey Serwa (CAN)          | Kelsey Serwa (CAN) | Anna Holmlund (SWE)  | Anna Holmlund (SWE) |

## Medaljetabel
Værtsnation
| Placering | Land               | Guld | Sølv | Bronze | Total |
| --------- | ------------------ | ---- | ---- | ------ | ----- |
| 1         | Canada (CAN)       | 4    | 4    | 1      | 9     |
| 2         | USA (USA)          | 3    | 2    | 2      | 7     |
| 3         | Hviderusland (BLR) | 2    | 0    | 0      | 2     |
| 4         | Frankrig (FRA)     | 1    | 2    | 2      | 5     |
| 5         | Australien (AUS)   | 0    | 1    | 1      | 2     |
| 5         | Kina (CHN)         | 0    | 1    | 1      | 2     |
| 7         | Japan (JPN)        | 0    | 0    | 1      | 1     |
| 7         | Rusland (RUS)      | 0    | 0    | 1      | 1     |
| 7         | Sverige (SWE)      | 0    | 0    | 1      | 1     |
|           | Total              | 10   | 10   | 10     | 30    |